# Too Much Rain
"Too Much Rain" es una canción de Paul McCartney y es la séptima canción de su álbum de 2005 Chaos and Creation in the Backyard. La canción fue grabada en Air Studios de George Martin en el centro de Londres con el productor Nigel Godrich. Se inspira en el tema de la película de 1936 Tiempos modernos, escrito por Charlie Chaplin y comúnmente conocida como "Smile" (letras de canciones se sumaron a Smile en 1954 por John Turner y Geoffrey Parsons).
La letra de "Too Much Rain" concierne esperanza frente a la cara de la adversidad ("Laugh when your eyes are burning/Smile when your heart is filled with pain..."). Además de "Smile", McCartney ha dicho que la canción también fue inspirada por su entonces esposa, Heather Mills, que tuvo "un montón de momentos difíciles en su vida."